# Львівська ТЕЦ-1
Львівська ТЕЦ-1 — теплоелектроцентраль міста Львова. Одна з найстаріших теплоелектростанцій України. Забезпечує тепловою енергією близько 60% житлового фонду, який обслуговує теплопостачальне підприємство «Львівтеплоенерго».

## Історія
У 1907 році за ініціативою Й. Томіцького виконали проєкт нової електростанції змінного струму і міської кабельної мережі напругою 5 кВ (на даний час напруга мережі для міста Львова 6 кВ). У 1908—1910 роках спорудили електростанцію змінного струму потужністю 6000 к.с. (4500 кВт). Вона мала назву «Електровня Персенкувка», оскільки на той час була за межами Львова, у селі Персенківка. Перша турбіна потужністю 1260 кіловат запрацювала 8 листопада 1908 року, друга турбіна стала до ладу 10 грудня, а до кінця року станція збільшила свою потужність утричі. Освячення ТЕС відбулося 18 лютого 1909 року.
Підприємство збудували за найновішими тогочасними європейськими зразками. Фінансування проєкту здійснювалось коштом Львівського магістрату.

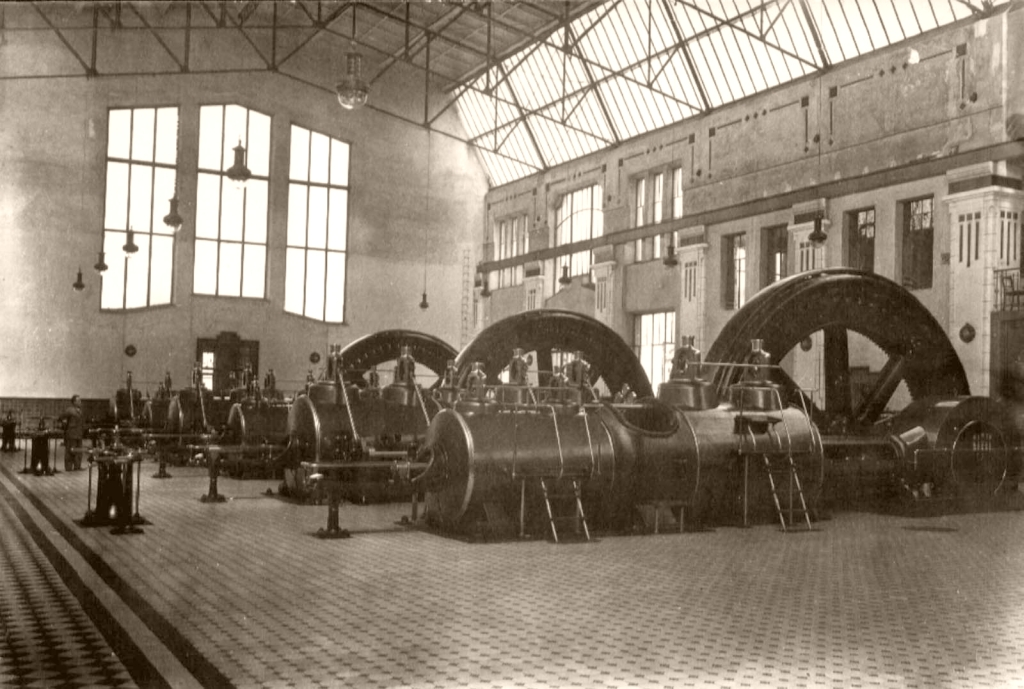
Парові агрегати Львівської електростанції у 1910 році

Для подачі струму у житлові будинки встановили ввідні пристрої фірми «Сіменс-Шукерт», що діють дотепер. Паливом для електростанції до 1913 року був мазут, з 1914-го ТЕС перевели на сілезьке вугілля, а з 1930 року, після будівництва газопроводу Дашава – Львів — природний газ. Воду для казанів подавали з джерела «Софіївка» в парку «Залізні води».
У 1939 році нинішню ТЕЦ-1 перейменували на Львівську ДРЕС. У 1940-х роках через перехід Львівської електростанції на режим роботи з відбором гарячої води для опалення, для водопостачання була споруджена гребля на річці Щирці і утворено озеро «Глинна Наварія».
Під час другої світової війни електричне господарство міста зазнало втрат, до Німеччини вивезли 2 турбогенератори і 2 трансформатори львівської електростанції. Як відшкодування з німецького міста Одерталь доправили електростанцію, яку разом з львів'янами монтували німецькі полонені (значна частина цього обладнання існує і досі).
У 1956 році, з утворенням РЕУ «Львівенерго», Львівська електростанція відокремлюється у самостійне підприємство. Розпочинається період господарської самостійності підприємства: проводяться роботи з реконструкції і заміни окремих вузлів устаткування з метою підвищення економності та надійності роботи. Вводяться в експлуатацію нові водогрійні та парові котли, мазутне господарство для спалювання мазуту, хімводоочистка, тепломагістралі.

## Сьогодення
ТЕЦ-1 є структурним підрозділом ЛМКП «Львівтеплоенерго». Насосне обладнання ТЕЦ-1 забезпечує транспортування теплової енергії до бойлерних ЛМКП «Львівтеплоенерго» у Франківському, Сихівському, Личаківському районах Львова.

## Світлини

Головний щит Керування
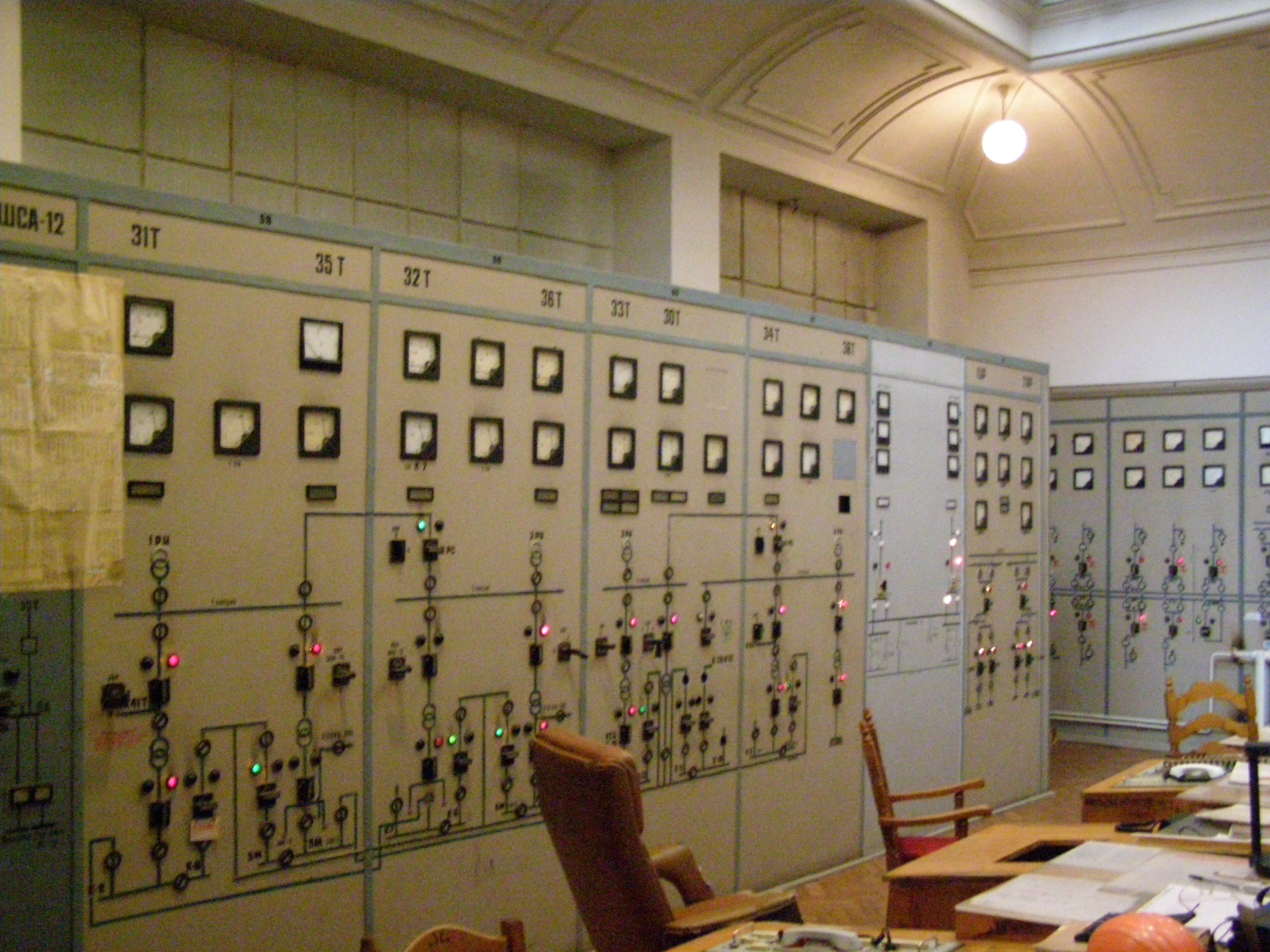
Головний щит Керування
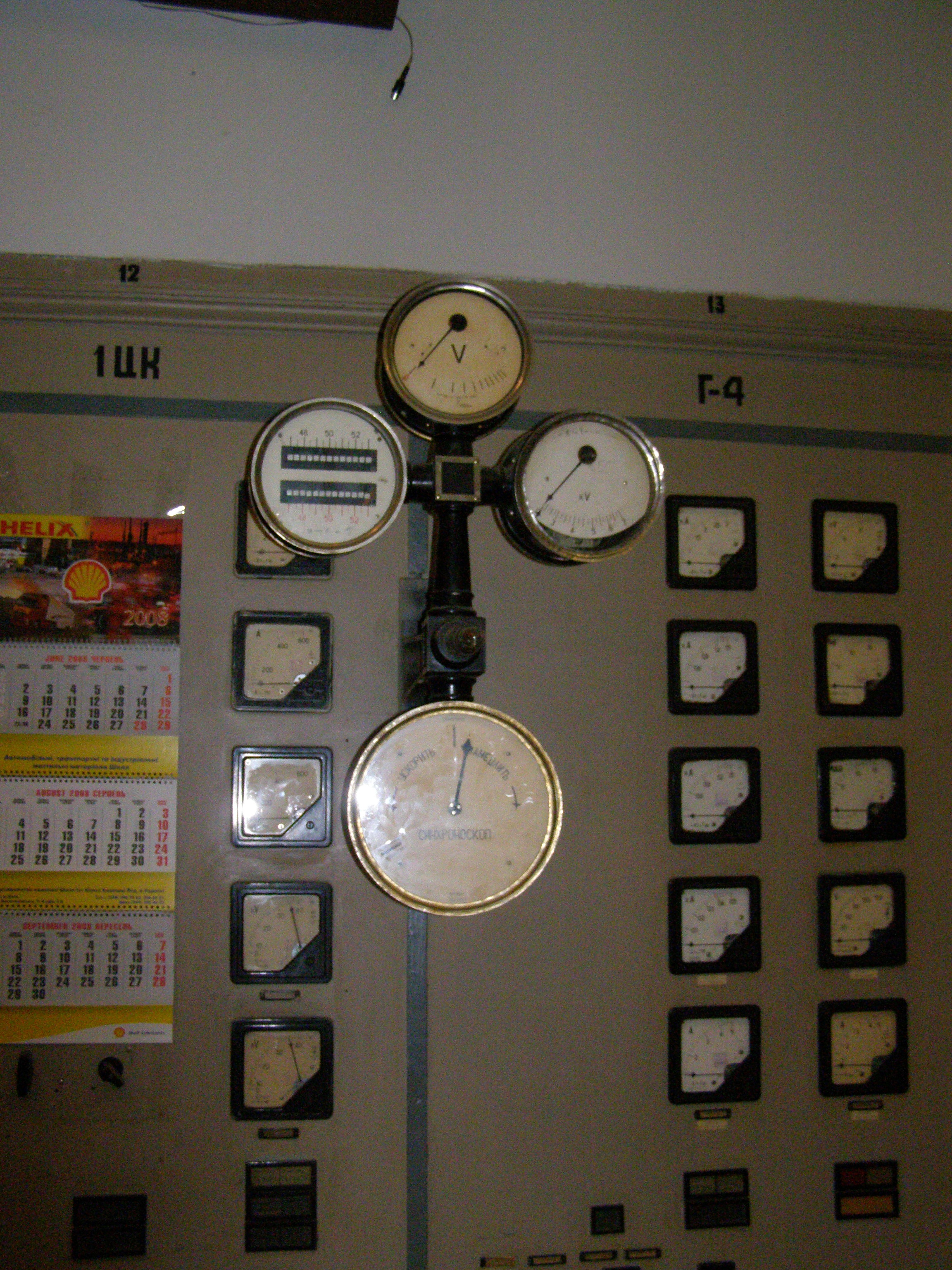
Синхроноскоп
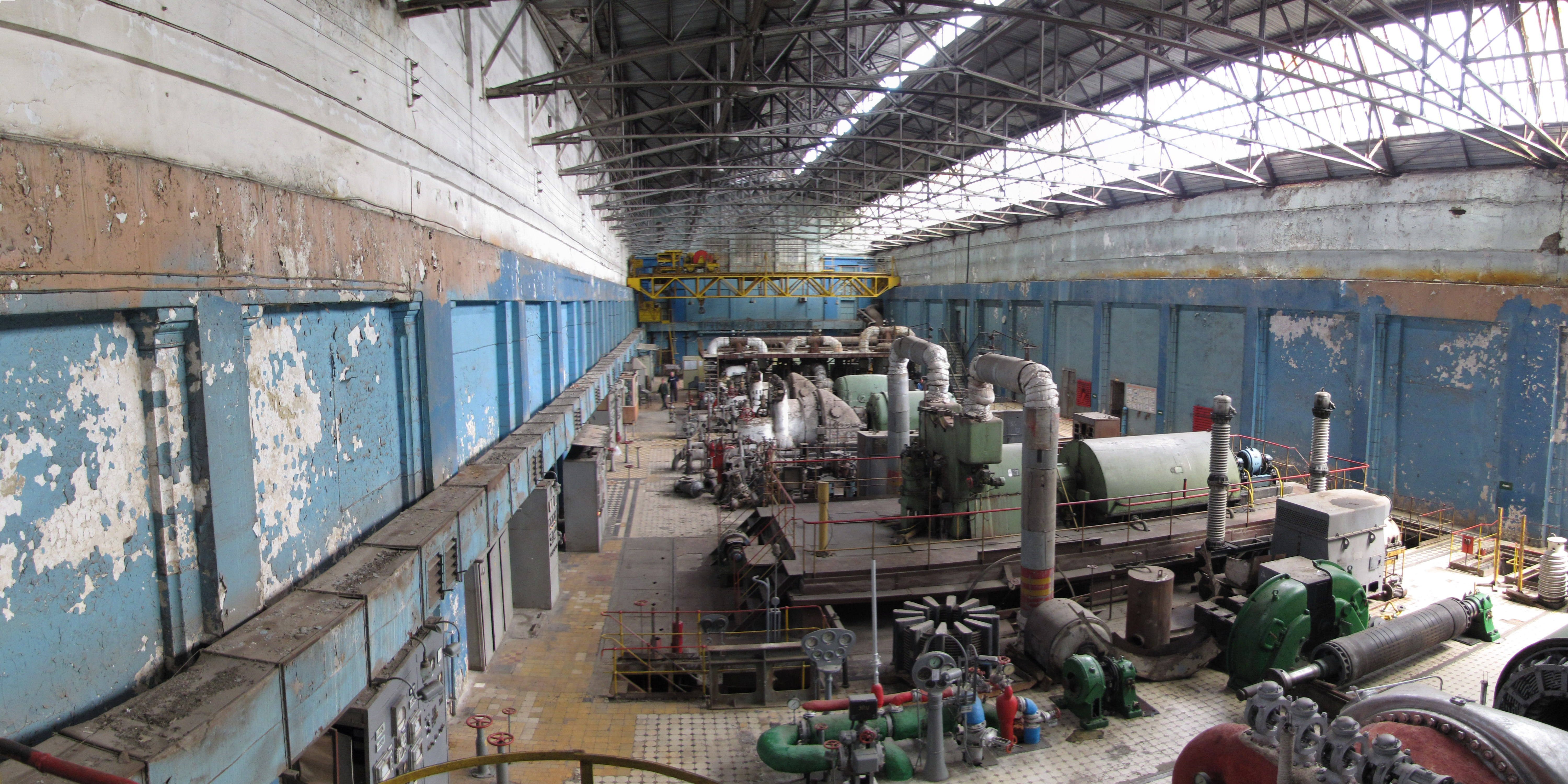
Турбіне відділення 2012 рік